# Arabis ligulifolia
Arabis ligulifolia är en korsblommig växtart som beskrevs av Takenoshin Nakai. Arabis ligulifolia ingår i släktet travar, och familjen korsblommiga växter. Inga underarter finns listade i Catalogue of Life.